# Allie Haze
Allie Haze (Montana; 10 de mayo de 1987) es el nombre artístico de una actriz pornográfica estadounidense.

## Carrera
En mayo de 2011 firmó un contrato exclusivo con la productora Vivid Entertainment. Debutó con la productora en noviembre, en la película Allie Haze: True Sex. Renunció a Vivid en mayo de 2012, siendo actualmente representada por LA Direct Models.
Se anunció durante el Festival de Cannes 2011 que Haze sería la próxima Emmanuelle, papel que realizaría bajo el nombre artístico de Brittany Joy. En 2013 fue elegida como una de las 16 actrices retratadas en el documental de Deborah Anderson, Aroused.

## Vida personal
Haze se casó con un predicador a los 18 años, del cual se divorció a los 20. Se ha declarado como bisexual.

## Premios
- 2011 − Premio AVN − Most Outrageous Sex Scene − Belladonna: Fetish Fanatic 8 (con Adrianna Nicole y Amy Brooke).[8]
- 2011 − Premio NightMoves − Best New Starlet (Editor’s Choice).[9]
- 2011 − Premio TLA Raw − Best Female Newcomer.[10]
- 2011 − Premio XRCO − New Starlet (junto con Chanel Preston).[11]
- 2012 − Premio TLA Raw − Performer of the Year (Female).[12]
- 2012 − Premio XRCO − Cream Dream.[13]
- 2013 − Premio XBIZ − Best Actress - Parody Release − Star Wars XXX: A Porn Parody.[14]
- 2013 − Premio XCritic Fans Choice − Best Actress: Parody − Star Wars XXX: A Porn Parody.[15]